# 霍斯勞和席琳
霍斯勞和席琳（波斯語：‎）是一部波斯爱情悲剧故事。故事题材来源于波斯地区，并能在波斯历史叙事长诗《列王纪》中找到历史人物原型，后来又经过一代代诗人的刻画，终于成为了現今流傳的爱情故事版本。2006年诺贝尔文学奖得主奧罕·帕慕克的小说《我的名字叫红》中就多次提到这個爱情悲剧故事。
该故事有一些变体故事，叫作《法尔哈德和席琳》或是《席琳和法尔哈德》（‎）。

## 故事情节
《霍斯勞和席琳》描述了萨珊王国的国王霍斯勞和阿拉穆国（位于古叙利亚和美索不达米亚北部）的公主席琳的爱情故事。尼扎米（著名的伊朗诗人，霍斯陆和席琳故事各版本中最著名的韵文诗作者）的版本是从描述霍斯勞的出生和所受到的教育开始的。之后讲到了因为霍斯勞惹怒了他的父亲荷姆茲，因此作为惩罚，霍斯勞不得不在一个农民家吃饭，霍斯勞希望能够得到父亲的原谅并且对自己的冒犯感到羞愧。当天的晚上，霍斯勞梦见了自己的祖父，并得到了来自祖父的预兆，说他将得到一个叫作席琳的妻子，一匹叫作莎布迪兹的战马，一名叫做巴巴德的乐师，和一个伟大的王国，伊朗。
一天，霍斯勞的好友沙普尔，同时也是一个画家，他告诉了霍斯勞在阿拉穆国，有一个王后叫作马欣·巴奴以及她的侄女席琳的事情。听了沙普尔描述的席琳的无暇美貌，年轻的王子即刻就坠入了爱河。后来沙普尔到阿拉穆国找席琳，并且把霍斯勞画像带给了席琳，席琳看到了霍斯勞的画像后也爱上了这英俊的王子，并偷偷逃出了宫殿来到了霍斯陆的国都，马达因城。但是她并不知道，就在相同的时刻，霍斯勞不顾父王的震怒，已经私自逃出王宫远赴阿拉穆国去寻找他心中的情人席琳了。
在去寻找席琳的途中，霍斯勞无意中看到了席琳赤身裸体地在河中沐浴，席琳也看到了霍斯勞，但是因为霍斯勞化装成一个农民的样子，并没有认出他来。后来霍斯勞到了阿拉穆国，并收到了王室的礼遇，这时他才得知席琳已经去了自己的国都寻他了。几经周折，沙普尔找到了席琳并且带着席琳回到了阿拉穆国，但就在这时，伊朗国王的死讯传到了阿拉穆国，霍斯勞必需回国参加父亲的盛大葬礼。至此，霍斯勞和席琳天各一方，直到有一天，霍斯勞被一个叫作巴赫拉姆的大臣篡位，并逃亡到了阿拉穆国。
在那里，霍斯勞终于得以见到席琳，他心中的情人，并得到了席琳的招待。可是席琳拒绝嫁给霍斯勞，除非霍斯勞能从篡位的大臣手中夺回自己的王位。因此，霍斯勞再次离开了他的心上人只身前往君士坦丁堡。凯撒大帝决定帮助霍斯勞夺回王位，但是条件是霍斯勞必需娶他的女儿麦尔彦姆，并且在麦尔彦姆有生之年不得娶其他妻子。霍斯勞被迫答应了这个条件并且夺回了自己的王位。麦尔彦姆，出于对席琳的妒忌，始终使霍斯勞远离着席琳，这个他始终铭记在心的女人。
这时候，在霍斯勞的伊朗帝国，一个叫作法尔哈德的建筑家，爱上了美丽的席琳，成为了霍斯勞的情敌。霍斯勞无法忍受别人对自己心上人的追求，发配法尔哈德到贝斯希顿山（伊朗西部的高山）修石阶，这对于法尔哈德显然是永远无法完成的任务。但是法尔哈德仍然心存希望，开始了修石阶的任务，希望能够得到霍斯勞的准许，和席琳成婚。然而，霍斯勞派了一位信使到法尔哈德那里，谎称席琳已死。法尔哈德悲痛欲绝，在贝斯希顿山绝顶处跳崖自尽。得知这一消息后，席琳悲痛欲绝。而霍斯勞写了一封信，表达对这件事情的悔恨，希望以此得到席琳的原谅。就在这件事发生不久之后，麦尔彦姆去世了。
在霍斯勞提议和席琳成婚之前，曾经有过一段和伊斯法罕的美女莎卡尔的暧昧感情，但后来由于爱上了席琳，这件事被霍斯勞推到了脑后。最终，霍斯勞不顾可能发生的尴尬而试图进入席琳的城堡，席琳看到霍斯勞已经喝得很醉，又想到霍斯勞和莎卡尔的暧昧，恼羞成怒便把他拒之以门外，并大声谴责了他对于爱情的不专。霍斯勞被心上人如此地拒之门外，伤心欲绝地回到了自己的宫中。
经过了霍斯勞数次的恳切挽回，在战场上英勇地表现，和浪漫的告白，还有一次是霍斯勞为了救席琳而杀死了一只发狂的雄狮，席琳终于答应了霍斯勞的求婚。然而，霍斯勞和麦尔彦姆所生的儿子席柔亚也爱上了美丽的席琳，为了阻止父亲得到自己的心上人，失去理智的席柔亚谋杀了自己的父亲，霍斯勞。并且在一周后差人告知了席琳，并要求席琳与之成婚。为了避免这一切的发生，席琳怀着对霍斯勞的爱和恨，结束了自己的生命。
最后，霍斯勞和席琳被埋葬在了一起。

## 历史事件原型
这个故事和一个历史上真实发生的爱情故事有关联，昏庸的波斯萨珊王朝的国王荷姆茲四世（公元579年－590 年在位）的儿子霍斯勞本应是王位继承人，但是一场由霍斯勞的两个舅舅策划的政变夺取了霍斯勞的继承权。老国王也因此退位并被囚禁起来。霍斯勞到了拜占庭帝国去寻求皇帝莫里斯（公元582年－602年在位）的帮助。这些情节都是有真实的历史事件发生的，并且还记录在了菲尔多西的《列王纪》中。

## 在波斯语文学中的重要地位
众多诗人都在他们的作品中反复引用这一爱情故事并在其自己的作品中加以艺术加工，其中包括Farrokhi, Qatran, Mas'ud-e Sa'd-e Salman, Othman Mokhtari, Naser Khusraw, Anwari，Sanai和著名的尼扎米等。

### 尼扎米版本的《霍斯勞与席琳》
尽管在尼扎米的时代以前，这个故事已经家喻户晓了，但是是经过尼扎米的文学加工后，这一浪漫故事才在文学史上登上了前所未有的高度。不同于着重记录霍斯勞的王权斗争史的《列王记》，尼扎米着重描述的事情这段故事中的浪漫爱情。当塞尔柱苏丹圖赫里勒二世（Tugrul II）要求尼扎米完成一部爱情史诗时，尼扎米选择了《霍斯勞和席琳》的爱情故事，尼扎米认为这是世界上最令人心碎也是最使人心醉的爱情故事了。

### 其他版本
- 15世紀帖木兒帝國時代的詩人阿里希爾·納沃伊著有察合台語版《法尔哈德和希琳》
- 19世紀新疆喀什的維吾爾族詩人阿不都热依木·那札尔著有維吾爾語版《帕尔哈德与西琳》

## 影响
按照《伊朗大百科全书》的话说，这个故事的影响力不仅仅局限在文学领域中，它的影响力弥漫在整个波斯文化中，无论是民俗学领域或是美术领域。特别是在库尔德人中间，甚至流传着法尔哈德的挽歌。
奥尔罕·帕慕克的小说《我的名字叫红》中的两个角色，谢库瑞和黑，他们之间的故事也和《霍斯勞和席琳》的故事有着千丝万缕的联系。